# Pedra (Pernambuco)
Pedra es un municipio brasileño del estado de Pernambuco. El municipio es formado por el distrito sede, Horizonte Alegre, Pozo del Buey, São Pedro do Cordeiro y Santo Antônio y por los poblados de Pozo das Ovelhas, São Francisco y Tenebre.

## Geografía
Se localiza a una latitud 08º29'49" sur y a una longitud 36º56'27" oeste, estando a una altitud de 593 metros. Su población estimada en 2004 era de 20.567 habitantes.
Posee un área de 803 km².
El municipio está localizado en el Meseta de la Borborema.
La vegetación nativa está compuesta por Bosques Subcaducifólica y Caducifólica.

### Hidrografía
El municipio se encuentra en los territorios de la Cuenca Hidrográfica del Río Ipanema. Sus principales tributários son los Ríos Ipanema y Cordeiro, y los arroyos Mororó, Laguna, Periperi, del Miel, Salgado, Riachão, de la Veneza, de la Luíza, Seco, del Saco, de la Volta Grande, Ipueiras, São José, del Angico, del Tamandu a la y del Defunto.